# Denis Hollenstein
Denis Hollenstein (Zurigo, 15 ottobre 1989) è un hockeista su ghiaccio svizzero.

## Palmarès

### Club
- Coppa Spengler: 1

Ginevra: 2013
- Coppa di Svizzera: 1

Kloten: 2016-17

### Nazionali
- 1 medaglia:
  - 1 argento (Svezia/Finlandia 2013)